# SM UB-55
SM UB-55 – niemiecki okręt podwodny z okresu I wojny światowej, jedna z 96 zbudowanych jednostek typu UB III. Okręt miał wyporność 516 ton w położeniu nawodnym i 646 ton pod wodą, a jego główną bronią było 10 torped o kalibrze 500 mm wystrzeliwanych z pięciu wyrzutni. Napędzana silnikami wysokoprężnymi i elektrycznymi jednostka rozwijała prędkość 13,4 węzła na powierzchni i 7,8 węzła w zanurzeniu, osiągając zasięg nawodny wynoszący 9020 Mm przy prędkości 6 węzłów (i 55 Mm przy prędkości 4 węzłów pod wodą).
UB-55 został zwodowany 9 maja 1917 roku w stoczni AG Weser w Bremie, a do służby w Kaiserliche Marine wcielono go 1 lipca 1917 roku. W czasie służby operacyjnej we Flotylli Flandria okręt odbył siedem patroli bojowych, podczas których zatopił 21 statków o łącznej pojemności 26 598 BRT, a dwa statki o łącznej pojemności 12 809 BRT zostały uszkodzone. SM UB-55 zatonął 22 kwietnia 1918 roku po wejściu na minę w Cieśninie Kaletańskiej.

## Projekt i budowa
Wydane w kwietniu 1915 roku przez Inspektorat U-Bootów memorandum wzywało kierownictwo Cesarskiej Marynarki Wojennej do zaprojektowania i budowy uproszczonego typu okrętu podwodnego, który miał zostać wykorzystany w działaniach blokadowych Wielkiej Brytanii. Budowa dużych, oceanicznych okrętów podwodnych trwała zbyt wiele czasu, podobnie jak używanych do ich napędu silników wysokoprężnych o dużej mocy, co powodowało duży niedobór jednostek tej klasy w niemieckiej flocie. Wznowienie na początku 1916 roku nieograniczonej wojny podwodnej sprawiło, że konieczne stało się opracowanie średniej wielkości okrętu podwodnego uzbrojonego w torpedy, który można było szybko zbudować. Przybrzeżne okręty typu UB II były zbyt słabo uzbrojone i miały niewystarczający zasięg, przez co ich użycie ograniczone było przeważnie do wód Morza Północnego i kanału La Manche. Z kolei nowo projektowane torpedowe okręty podwodne musiały być zdolne do operowania wokół Wysp Brytyjskich i na Morzu Śródziemnym. Zrezygnowano z wcześniejszego schematu prostych jednostek jednokadłubowych z zewnętrznymi zbiornikami balastowymi na rzecz konstrukcji dwukadłubowej.
Projekt nowego okrętu podwodnego średniej wielkości oparto na konstrukcji udanych podwodnych stawiaczy min typu UC II. Dziobowej części okrętu nadano nowy profil, a szyby minowe zastąpiono przedziałem torpedowym z czterema wewnętrznymi wyrzutniami torped; powiększono również wyposażony w dwa peryskopy kiosk. Znacznie została powiększona moc silników spalinowych i elektrycznych, jak również pojemność zbiorników paliwa, jednak odbyło się to kosztem zmniejszenia o 40% wielkości baterii akumulatorów i o blisko 30% ich pojemności w stosunku do SM U-16, przez co spadła prędkość podwodna i zasięg. Okręty charakteryzowały się doskonałą manewrowością i krótkim czasem zanurzania wynoszącym 30 sekund. Budowa okrętów o nadanym przez Inspektorat U-Bootów numerze projektu 44, zwanych później typem UB III, miała rozpocząć się po zrealizowaniu przez stocznie kontraktów na budowę jednostek typu UB II i UC II, czyli najwcześniej wiosną 1917 roku.
SM UB-55 zamówiony został 20 maja 1916 roku jako jednostka z liczącej 24 jednostki I serii okrętów typu UB III . Powstał w stoczni AG Weser w Bremie jako jeden z 36 okrętów typu UB III zbudowanych w tej wytwórni . UB-55 otrzymał numer stoczniowy 267 (Werk 267)  . Stępkę okrętu położono 5 września 1916 roku , a zwodowany został 9 maja 1917 roku.

## Dane taktyczno-techniczne

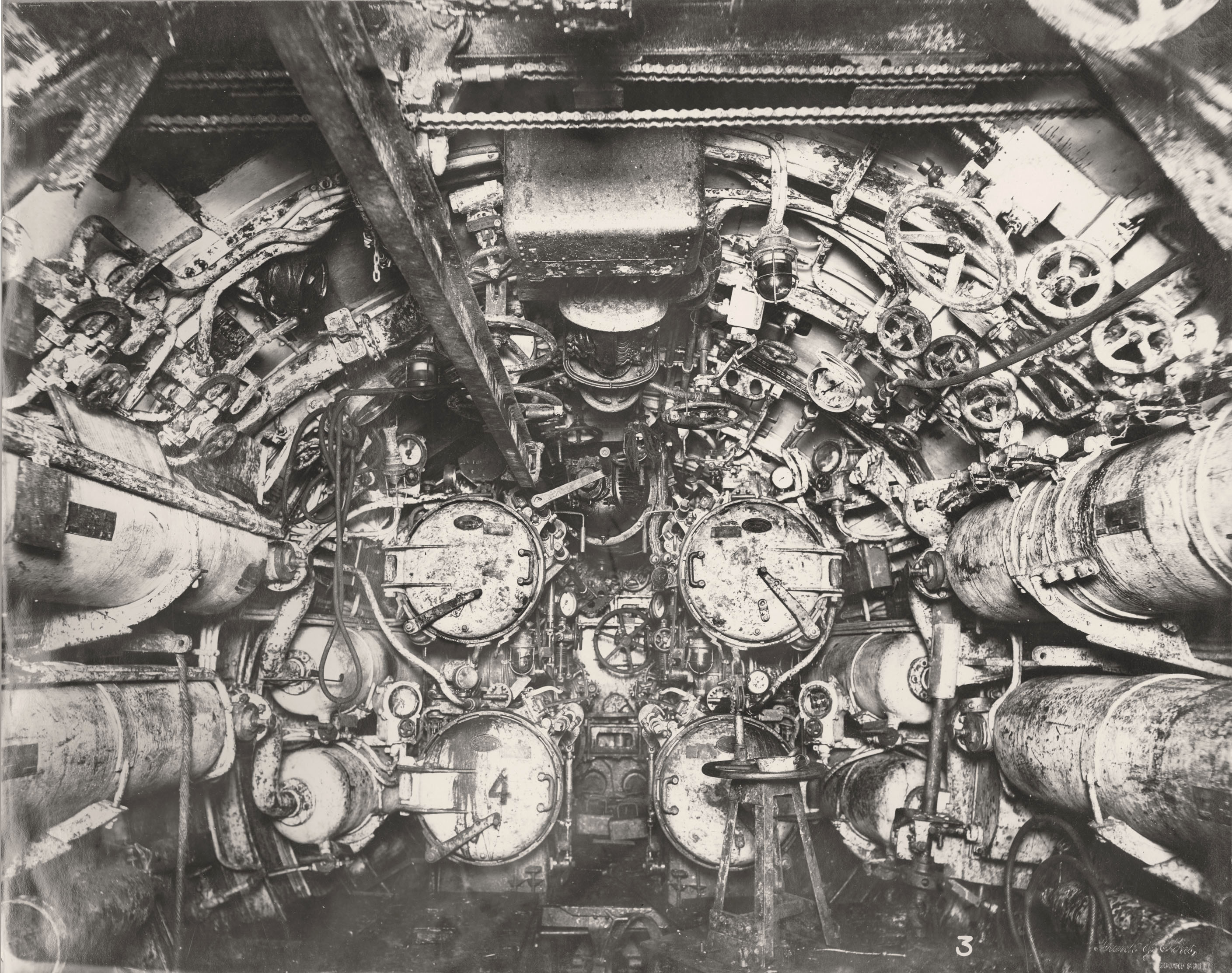
Wnętrze przedziału torpedowego siostrzanego okrętu SM UB-110

SM UB-55 był średniej wielkości okrętem podwodnym o konstrukcji dwukadłubowej. Długość całkowita wynosiła 55,85 metra, szerokość 5,8 metra i zanurzenie 3,72 metra. Kadłub sztywny miał 40,1 metra długości i 3,9 metra szerokości . Podzielony był grodziami na następujące przedziały (od dziobu): przedział torpedowy, pomieszczenia załogi, centrala, pomieszczenia załogi, przedział silników spalinowych, przedział silników elektrycznych oraz rufowy przedział torpedowy. Wysokość (od stępki do szczytu kiosku) wynosiła 8,25 metra . Dziób jednostki przystosowany był do przecinania sieci przeciwpodwodnych. Wyporność w położeniu nawodnym wynosiła 516 ton, a w zanurzeniu 646 ton.
Okręt napędzany był na powierzchni przez dwa 6-cylindrowe, czterosuwowe silniki wysokoprężne Körting o łącznej mocy 780 kW (1060 KM) przy 450 obr./min, a pod wodą poruszał się dzięki dwóm silnikom elektrycznym SSW o łącznej mocy 580 kW (788 KM) przy 362 obr./min. Dwa wały napędowe obracały dwie śruby o średnicy 1,4 metra każda. Jednostka wyposażona była w dwa stery kierunku i dwa podwójne stery głębokości. Okręt osiągał prędkość 13,4 węzła na powierzchni i 7,8 węzła w zanurzeniu. Zasięg wynosił 9020 Mm przy prędkości 6 węzłów w położeniu nawodnym oraz 55 Mm przy prędkości 4 węzłów pod wodą. Zbiorniki mieściły 75 ton paliwa , a energia elektryczna magazynowana była w dwóch bateriach akumulatorów po 62 ogniwa, zlokalizowanych pod przednim i tylnym pomieszczeniem mieszkalnym załogi. Dopuszczalna głębokość zanurzenia wynosiła 50 metrów , a czas wykonania manewru zanurzenia 30 sekund.
Głównym uzbrojeniem okrętu było pięć wewnętrznych wyrzutni torped kalibru 500 mm: cztery dziobowe i jedna na rufie, z łącznym zapasem 10 torped. Broń artyleryjską stanowiło umieszczone przed kioskiem działo pokładowe kalibru 8,8 cm TK C/08 L/30, z zapasem amunicji wynoszącym od 160 do 296 naboi . Okręt wyposażony był w dwa peryskopy: wachtowy i bojowy. Wyposażenie ratownicze stanowiła umieszczona na pokładzie łódź ratunkowa.
Załoga okrętu składała się z trzech oficerów oraz 31 podoficerów i marynarzy.

## Służba

### 1917 rok
SM UB-55 został wcielony do służby w Kaiserliche Marine 1 lipca 1917 roku . Dowództwo okrętu objął por. mar. (niem. Oberleutnant zur See) Ralph Wenninger, wcześniej dowodzący UB-11, UB-17 i UC-17 . Po okresie szkolenia U-Boot 30 sierpnia wszedł w skład Flotylli Flandria (niem. U-Flottille Flandern) .
5 listopada w odległości 20 Mm na południowy zachód od Lizard Point UB-55 storpedował zbudowany w 1899 roku brytyjski parowiec „Clan Cumming” o pojemności 4808 BRT, płynący w konwoju z Baltimore do Brestu z ładunkiem miedzi, stali i drewna. Statek został uszkodzony, a w wyniku ataku na jego pokładzie zginęło 13 osób . 16 listopada dowódca okrętu por. mar. Ralph Wenninger otrzymał awans na stopień kpt. mar. (niem. Kapitänleutnant) .
7 grudnia w odległości 3 Mm na południowy wschód od Lizard Point U-Boot zatrzymał i po ewakuacji załogi zatopił za pomocą ładunków wybuchowych zbudowany w 1891 roku brytyjski drewniany szkuner „Proba” (105 BRT), płynący ze Swansea do Cherbourga z ładunkiem węgla (na pozycji 49°56′N 5°08′W/49,933333 -5,133333)  . Następnego dnia w odległości 26 Mm na północny wschód od Ouessant okręt zatopił zbudowany w 1905 roku norweski parowiec „Corinto” o pojemności 999 BRT, transportujący pręty stalowe ze Swansea do Brestu (na pozycji 48°53′N 5°17′W/48,883333 -5,283333, nikt nie zginął) . 11 grudnia w pobliżu Leixões załoga UB-55 zatopiła cztery portugalskie jednostki: trzy rybackie (trawler „Argus” o pojemności 100 BRT oraz łodzie „Ligeiro” i „Vigneira Or Virgeira” o pojemności po 25 BRT) oraz zbudowany w 1892 roku drewniany szkuner „A Portuguesa” (107 BRT), przewożący sól z Lizbony do Porto  . 16 grudnia o godzinie 5:20 w odległości 22 Mm na południowy wschód od Lizard Point U-Boot storpedował bez ostrzeżenia i zatopił zbudowany w 1911 roku uzbrojony brytyjski parowiec „Foylemore” o pojemności 3831 BRT, płynący pod balastem z Calais do Manchesteru (na pozycji 49°58′N 4°38′W/49,966667 -4,633333, bez strat w załodze)  .

### 1918 rok
25 stycznia 1918 roku w odległości 13 Mm na północny zachód od wyspy Île Vierge UB-55 storpedował bez ostrzeżenia i zatopił zbudowany w 1905 roku uzbrojony brytyjski parowiec „Eastlands” (3113 BRT), przewożący towary rządowe z Bordeaux do Dunkierki (w wyniku ataku śmierć poniósł jeden członek załogi)  . Nazajutrz w odległości około 50 Mm od Lizard Point w wyniku ataku U-Boota uszkodzony został zbudowany w 1898 roku brytyjski parowiec pasażerski „Manhattan” o pojemności 8001 BRT, przewożący drobnicę i konie z Nowego Jorku do Londynu (nikt nie zginął) . 29 stycznia na wodach kanału La Manche załoga UB-55 zatrzymała i po zejściu załóg zatopiła cztery brytyjskie łodzie rybackie: „Addax” (40 BRT), „General Leman” (57 BRT), „Ibex” (42 BRT) i „Perseverance” (51 BRT) . Tego dnia w odległości 20 Mm na południowy wschód od Berry Head okręt zatrzymał i po ewakuacji załogi zatopił z działa pokładowego zbudowany w 1881 roku brytyjski drewniany szkuner „Perriton” o pojemności 90 BRT, płynący z Dieppe do Weston Point z ładunkiem krzemieni  . 30 stycznia na południowy zachód od Isle of Portland okręt podwodny zatopił ogniem artyleryjskim zbudowany w 1916 roku brytyjski statek-pułapkę (drewniany kecz) HMS „Wellholme” (113 BRT), a na jego pokładzie zginęło trzech członków załogi .
14 marca w odległości 15 Mm na południowy zachód od latarni morskiej Wolf Rock U-Boot zatopił zbudowany w 1912 roku amerykański parowiec „A.A. Raven” o pojemności 2459 BRT, który wypłynął z Barry (na pozycji 49°41′N 5°50′W/49,683333 -5,833333, w wyniku ataku śmierć poniosło siedmiu marynarzy) . 21 marca w odległości 44 Mm na południowy zachód od latarni morskiej Wolf Rock UB-55 storpedował bez ostrzeżenia i zatopił zbudowany w 1918 roku uzbrojony brytyjski parowiec „Begonia” (3070 BRT), przewożący towary Admiralicji na trasie Newcastle upon Tyne – Plymouth – Saloniki (na pozycji 49°13′N 5°40′W/49,216667 -5,666667, nikt nie zginął)  . Dwa dni później na wodach zachodniego podejścia do kanału La Manche okręt zatopił cztery parowce: zbudowany w 1911 roku amerykański „Chattahoochee” o pojemności 8007 BRT, transportujący cement i samochody ciężarowe z Londynu do Saint-Nazaire, storpedowany bez strat w załodze w odległości 28 Mm na południe od Penzance (na pozycji 49°39′N 5°23′W/49,650000 -5,383333) ; pochodzący z 1909 roku uzbrojony brytyjski „Madame Midas” (1203 BRT), płynący z ładunkiem węgla z Cardiff do La Rochelle, storpedowany bez ostrzeżenia w odległości 38 Mm na południowy zachód od Lizard Point (na pozycji 49°27′N 5°28′W/49,450000 -5,466667, bez strat w załodze)  ; zbudowany w 1899 roku hiszpański „Mar Baltico” o pojemności 2023 BRT, płynący z Port Talbot do Bilbao (na pozycji 49°17′N 5°05′W/49,283333 -5,083333)  i pochodzący z 1904 roku norweski „Venborg” (1065 BRT), transportujący węgiel na trasie Port Talbot – Lorient (na pozycji 48°55′N 5°02′W/48,916667 -5,033333, obyło się bez strat w załodze) . 24 marca w odległości 40 Mm na północny zachód od wyspy Île-de-Batz UB-55 najpierw ostrzelał, a później zatrzymał i zatopił zbudowany w 1873 roku francuski drewniany szkuner „Fileur” o pojemności 73 BRT, płynący z Granville do Swansea (na pozycji 49°23′N 3°51′W/49,383333 -3,850000, w wyniku ataku trzech marynarzy zostało rannych) .
Wieczorem 21 kwietnia SM UB-55 wyszedł na patrol z Zeebrugge, kierując się w stronę Cieśninie Kaletańskiej. 22 kwietnia po godzinie 5:00 okręt natknął się na minę, której wybuch spowodował zniszczenie prawoburtowej, rufowej części kadłuba i szybkie zatonięcie jednostki. Z zatopionego na głębokości 30 metrów U-Boota udało się wydostać od 15 do 20 członków załogi, jednak większość z nich utonęła do czasu pojawienia się po następnych dwóch godzinach brytyjskiego trawlera „Mate”, który podjął na swój pokład ośmiu rozbitków (w tym dowódcę i głównego mechanika) . Z wyjątkiem zmarłego jeszcze na „Mate” marynarza o nazwisku Römspiess pozostali zostali dostarczeni do Dover i trafili do niewoli, w trakcie której 2 marca 1919 roku zmarł główny mechanik o nazwisku Dietrich . Ostatecznie z liczącej w tym rejsie 36 osób załogi UB-55 ocalało sześciu ludzi; wrak okrętu leżący na pozycji 51°01′N 1°20′E/51,016667 1,333333 został jeszcze podczas wojny zbadany i zidentyfikowany przez brytyjskich nurków .

## Podsumowanie działalności bojowej
W latach 1917–1918 SM UB-55 odbył łącznie siedem misji bojowych, podczas których za pomocą torped, artylerii oraz ładunków wybuchowych zatopił 21 statków o łącznej pojemności 26 598 BRT, a dwa statki o łącznej pojemności 12 809 BRT zostały uszkodzone . Na pokładach zatopionych i uszkodzonych jednostek zginęły co najmniej 24 osoby, w tym 13 na brytyjskim parowcu „Clan Cumming”  . Pełne zestawienie strat przedstawia poniższa tabela :
| Data              | Nazwa                  | Państwo           | Tonaż       | Los jednostki |
| ----------------- | ---------------------- | ----------------- | ----------- | ------------- |
| 5 listopada 1917  | „Clan Cumming”         | Wielka Brytania   | 4808        | uszkodzony    |
| 7 grudnia 1917    | „Proba”                | Wielka Brytania   | 105         | zatopiony     |
| 8 grudnia 1917    | „Corinto”              | Norwegia          | 999         | zatopiony     |
| 11 grudnia 1917   | „Argus”                | Portugalia        | 100         | zatopiony     |
| 11 grudnia 1917   | „Ligeiro”              | Portugalia        | 25          | zatopiony     |
| 11 grudnia 1917   | „A Portuguesa”         | Portugalia        | 107         | zatopiony     |
| 11 grudnia 1917   | „Vigneira Or Virgeira” | Portugalia        | 25          | zatopiony     |
| 16 grudnia 1917   | „Foylemore”            | Wielka Brytania   | 3831        | zatopiony     |
| 25 stycznia 1918  | „Eastlands”            | Wielka Brytania   | 3113        | zatopiony     |
| 26 stycznia 1918  | „Manhattan”            | Wielka Brytania   | 8001        | uszkodzony    |
| 29 stycznia 1918  | „Addax”                | Wielka Brytania   | 40          | zatopiony     |
| 29 stycznia 1918  | „General Leman”        | Wielka Brytania   | 57          | zatopiony     |
| 29 stycznia 1918  | „Ibex”                 | Wielka Brytania   | 42          | zatopiony     |
| 29 stycznia 1918  | „Perriton”             | Wielka Brytania   | 90          | zatopiony     |
| 29 stycznia 1918  | „Perseverance”         | Wielka Brytania   | 51          | zatopiony     |
| 30 stycznia 1918  | HMS „Wellholme”        | Royal Navy        | 113         | zatopiony     |
| 14 marca 1918     | „A.A. Raven”           | Stany Zjednoczone | 2459        | zatopiony     |
| 222 kwietnia 1918 | „Begonia”              | Wielka Brytania   | 3070        | zatopiony     |
| 23 marca 1918     | „Chattahoochee”        | Stany Zjednoczone | 8007        | zatopiony     |
| 23 marca 1918     | „Madame Midas”         | Wielka Brytania   | 1203        | zatopiony     |
| 23 marca 1918     | „Mar Baltico”          | Hiszpania         | 2023        | zatopiony     |
| 23 marca 1918     | „Venborg”              | Norwegia          | 1065        | zatopiony     |
| 24 marca 1918     | „Fileur”               | Francja           | 73          | zatopiony     |
| RAZEM             | RAZEM                  | zatopione:        | zatopione:  | 21            |
| RAZEM             | RAZEM                  | uszkodzone:       | uszkodzone: | 2             |